# Битва при Саламине
Саламинское сражение — морское сражение между греческим и персидским флотами в ходе Греко-персидских войн, произошедшее 28 сентября 480 г. до н. э. близ острова Саламин в Сароническом заливе Эгейского моря неподалёку от Афин.
Битве предшествовал ряд событий, которые могли существенно повлиять на дальнейший ход войны. Войско персов заняло и разрушило Афины. Жители города были предварительно эвакуированы на ближайший остров Саламин. В узких проливах между островом и материком оказался сосредоточен весь союзный греческий флот (согласно Эсхилу — 311 кораблей, Геродоту — около 380). Среди эллинов возникли серьёзные разногласия. Большинство военачальников предлагало покинуть Саламин и направить все силы на защиту Коринфского перешейка. Афинский стратег Фемистокл указывал на то, что только в условиях узких проливов греки могут победить превосходящий как по количеству судов, так и по качеству подготовки моряков флот персов. Видя невозможность повлиять на решение других военачальников, он решился на хитрость. Отослав к персидскому царю Ксерксу своего доверенного гонца, он повелел передать ему, что греки собираются бежать, и если царь хочет уничтожить греческий флот, то ему следует немедленно начать сражение.
Для греков единственной возможностью решительной морской победы было сражение в узком пространстве, где численный перевес врага нивелировался. Входя в проливы между материком и Саламином, персы сами себя лишали преимуществ. Для них начало битвы при Саламине стало решающей тактической ошибкой, которая определила исход боя и дальнейший ход войны.

## Предыстория
Греческие города-государства Афины и Эретрия помогали родственным греческим полисам Ионии в их неудачном восстании против власти персидского царя Дария в 499—494 годах до н. э. Персидская империя на тот момент была достаточно молода. Её часто сотрясали восстания покорённых народов. Повстанцам совместно с афинянами удалось захватить и сжечь важный город империи и столицу сатрапии Сарды. Дарий желал отомстить участвовавшим в восстании грекам, которые были ему неподвластны.
Также Дарий видел возможность покорить разрозненные древнегреческие города. В 492 г. до н. э. во время военной экспедиции персидского военачальника Мардония была завоёвана Фракия, Македония признала верховную власть персидского царя. Таким образом, персы обеспечили своему сухопутному войску проход к территории Древней Греции. В 491 году до н. э. Дарий отправил послов во все независимые греческие города с требованием «земли и воды», что соответствовало покорности и признанию власти персов. Осознавая силу и военную мощь государства Ахеменидов, все города древней Эллады, кроме Спарты и Афин, приняли унизительные требования. В Афинах послы были преданы суду и казнены. В Спарте их сбросили в колодец, предложив взять оттуда землю и воду.
В 490 году до н. э. для покорения Афин был направлен персидский флот под командованием Датиса и Артаферна. По пути к Афинам была покорена и разрушена Эретрия. Войско высадилось на территории Аттики, но было разбито афинянами и платейцами в битве при Марафоне. После этой неудачной экспедиции Дарий стал собирать огромное войско для покорения всей Греции. Его планам помешало восстание в Египте в 486 году до н. э., а вскоре Дарий умер. Трон занял его сын Ксеркс. Подавив египетское восстание, Ксеркс продолжил подготовку к походу на Грецию.
В Афинах к власти пришёл Фемистокл. Промежуток между марафонской битвой и вторжением Ксеркса антиковед Суриков называет «эпохой Фемистокла». В то время как персы собирали армию для завоевания Эллады, афинский политик способствовал созданию мощного флота. У афинян был обычай делить между собою доходы от серебряных рудников в Лаврионе. Собственником этих рудников было государство. После падения тиранов государственное имущество стало считаться собственностью всех граждан. Если после покрытия всех государственных потребностей в кассах оставались значительные суммы, то этот излишек делился между афинянами. Фемистокл предложил направить получаемые средства на постройку кораблей. Предложение было воспринято весьма неоднозначно. Принимая его, каждый афинянин лишался хоть и небольшого, но верного денежного пособия, предоставляемого государством. Готовя корабли для войны с персами, Фемистокл понимал, что афиняне не согласятся с ним, так как не считают разбитых под Марафоном варваров серьёзной угрозой. Поэтому он убедил сограждан, что новые корабли и мощный флот необходимы для войны с Эгиной — островом, который вёл непрерывную войну с Афинами. Именно данная политика в конечном итоге привела к сокрушительному поражению армии Ксеркса.
В 481 году до н. э. Ксеркс направил послов в большинство греческих городов-государств с требованием «земли и воды», кроме Афин и Спарты. В конце осени 481 года до н. э. в Коринфе состоялось общегреческое собрание. Перед лицом общей опасности на нём был заключён союз и прекращены междоусобные войны. В греческие колонии были отправлены посольства с просьбой о помощи. Технически выполнить постановления общегреческого конгресса было сложно в связи с разрозненностью древних греков, враждебностью между ними и междоусобными войнами.

Карта государства Ахеменидов

В 480 г. до н. э. войско Ксеркса начало переправку из Азии в Европу. Кроме сухопутного войска, у Ксеркса был мощный флот, снаряжённый прибрежными и островными народами, входящими в его государство.
Всю весну и лето 480 до н. э. продолжался поход персидской армии по побережью Эгейского моря. Попытка греческого отряда во главе со спартанским царём Леонидом преградить персидскому войску путь в Фермопильское ущелье окончилась неудачей. Персы прорвались в центральную Грецию. Греческий флот, встретивший персидские корабли у мыса Артемисия, вынужден был отойти к югу и встал у западного побережья Аттики.
В битве при Артемисии эллинам благодаря благоприятным погодным условиям, военным хитростям Фемистокла и узким проливам удалось задержать неприятельский флот на несколько дней. Союзники не нанесли персам поражения и не предотвратили их дальнейшее продвижение к Афинам. Флот Ксеркса также не смог уничтожить или вывести из строя весь греческий флот. Такой исход сражения не мог удовлетворить ни одну из сторон.
В то же время, в контексте дальнейшего хода войны, первый опыт морской битвы с вражескими кораблями был крайне важен и необходим для греков. Эллины удостоверились в том, что несмотря на численное преимущество могут противостоять противнику. Для большинства моряков это было первым сражением. Греческие военачальники смогли изучить слабые и сильные стороны флота неприятеля. Полученный опыт пригодился им в решающей битве при Саламине.

## Перед битвой

### Эвакуация Афин. Декреты Фемистокла
После поражения греков под Фермопилами путь на Афины и Пелопоннес для персов был открыт. Воины из пелопоннесских городов стали в спешном порядке собираться на Коринфском перешейке и укреплять его. От Артемисии союзные корабли отплыли к острову Саламин. У Фемистокла возник план действий, который в конечном итоге обеспечил победу греков над персами. Чтобы воплотить его в жизнь, ему пришлось проявить всю свою хитрость и ораторский дар.
Незадолго до вступления персов на территорию Аттики афиняне отправили послов в Дельфы, чтобы спросить у оракула о дальнейших событиях. Пророчество оказалось самым мрачным и предвещало неминуемую гибель. Такой ответ оракула глубоко опечалил послов. Они решили вернуться к оракулу в качестве «умоляющих бога о защите». Следующее прорицание пифии оказалось ненамного лучше. Однако оракул содержал фразы, которые затем успешно использовал Фемистокл для того, чтобы убедить афинян переселиться на расположенный рядом с Афинами остров Саламин:
Лишь деревянные стены даёт Зевес Триптогенее 
Несокрушимо стоять во спасенье тебе и потомкам.
Остров божественный, о Саламин, сыновей своих жён ты погубишь.
Фемистокл сумел на народном собрании убедить афинян, что «деревянные стены» — афинские корабли, а «гибель сыновей» относится к персам, так как в ином случае оракул сказал бы «несчастный Саламин», а не «божественный». В 1960 году была найдена и опубликована табличка с декретами Фемистокла. Её содержание во многом совпадает с записями античных классиков. В ней говорится о мобилизации всего мужского населения, об эвакуации женщин, стариков и детей на остров Саламин и в Трезен, о возвращении изгнанных из Афин граждан для общей борьбы.
Во время всеобщей неразберихи из храма пропала как священная змея, так и драгоценная эгида Афины. Фемистокл и эти события сумел использовать для воплощения своих планов. Он объяснил пропажу змеи тем, что богиня покинула город и указывает афинянам путь к морю. Для поиска драгоценности Фемистокл приказал обыскивать поклажу граждан и изымать чрезмерное количество денег, которые убегающие из города жители увозили с собой. Эти средства переходили в общественное пользование, и ими выплачивалось жалованье экипажам кораблей.

### Греческий лагерь
Плутарх весьма подробно описывает колебания греков за несколько дней до битвы. Главным начальником флота был спартанец Еврибиад. Он хотел сняться с якоря и плыть к Коринфскому перешейку, на котором находилось сухопутное войско пелопоннесцев. Фемистокл понимал, что узкие проливы нивелируют численное превосходство флота Ксеркса. Соответственно, он возражал Еврибиаду. Во время их спора были сказаны фразы, ставшие впоследствии крылатыми:

Еврибиад сказал ему: «Фемистокл, на состязаниях бьют того, кто бежит раньше времени». — «Да, — ответил Фемистокл, — однако и того, кто остаётся позади, не награждают венком». Еврибиад поднял палку, чтоб его ударить, а Фемистокл сказал: «Бей, но выслушай» […] Фемистокл стал повторять своё прежнее предложение, но тут кто-то сказал, что человеку, не имеющему своего города, не следует уговаривать тех, у кого он есть, оставить и бросить отечество на произвол судьбы. Тогда Фемистокл обратился к нему и сказал: «Негодяй! Да, мы оставили дома и стены, не желая быть рабами из-за бездушных вещей, а город у нас есть, больше всех городов в Элладе, — двести триер, которые теперь стоят здесь, чтобы помогать вам, если вы хотите искать своего спасения; а если вы уйдёте вторично и измените нам, то сейчас же кое-кто из эллинов узнает, что афиняне приобрели и свободный город и землю не хуже той, какую потеряли».

Своими доводами Фемистокл смог на несколько дней отсрочить отплытие союзного флота. Однако, когда неприятельский флот подошёл к Фалерской гавани, а на берегу появилось громадное персидское войско, греки решили бежать. Фемистокл, недовольный тем, что эллины упустят возможность воспользоваться выгодами местоположения и узких проливов, решился на беспрецедентную для мировой истории хитрость. Он отправил одного из своих доверенных рабов, Сикинна, перса по национальности, к Ксерксу с сообщением:
Афинский военачальник Фемистокл переходит на сторону царя, первый извещает его о том, что эллины хотят бежать, и советует не дать им убежать, а напасть на них, пока они находятся в тревоге по случаю отсутствия сухопутного войска, и уничтожить их морские силы.

### Лагерь Ксеркса. День до битвы
Ксеркс повелел созвать военный совет и обсудить планы дальнейшего завоевания Греции. Большинство военачальников советовало дать грекам сражение в узких проливах около Саламина. Лишь сопровождавшая войско персов галикарнасская царица Артемисия советовала отказаться от сражения. Согласно Геродоту, приводимые ею доводы были весьма схожими со словами Фемистокла. Она просила передать Ксерксу, что, согласно её мнению, греческий флот долго сопротивляться не сможет и эллины вскоре разбегутся по своим городам. Продвижение в сторону Пелопоннеса и Коринфского перешейка принесёт армии персов безоговорочную победу:

… щади свои корабли и не вступай в битву. […] Зачем тебе вообще вступать в опасную битву? Разве не в твоей власти Афины, из-за чего ты и выступил в поход? Разве ты не владыка и остальной Эллады? Никто не стоит на твоём пути. Те, кто восстал против тебя, получили по заслугам. Я хочу рассказать тебе, чем, по моему мнению, кончится дело с нашими врагами. Если ты не начнёшь поспешно морской битвы, а будешь стоять здесь с кораблями на якоре, оставаясь в Аттике, или даже продвинешься в Пелопоннес, то следует ожидать, что люди из Пелопоннеса не останутся здесь с флотом; они даже не подумают сражаться на море за Афинскую землю. Напротив, если ты сейчас поспешишь дать бой, то я опасаюсь, что поражение твоего флота повлечёт за собой и гибель сухопутного войска.

Ксеркс решил последовать мнению большинства военачальников и навязать эллинам сражение.
Пока военачальники эллинов продолжали жаркий спор, варвары начали их окружение. Во время этих споров с Эгины прибыл ранее изгнанный из Афин Аристид, с трудом избежав преследования персидских сторожевых кораблей. Отложив все свои конфликты с Фемистоклом, он выразил готовность служить под его началом. Когда греки поняли, что их окружили, то им уже ничего не оставалось, кроме как готовиться к сражению.
Во главе отряда гоплитов Аристид был направлен на расположенный в проливе небольшой остров Пситталею, имевший в последующей битве важное стратегическое значение. После его очистки от персидского гарнизона остров стал плацдармом греков. В ходе сражения греческий отряд уничтожал или брал в плен спасавшихся с тонущих кораблей варваров.

## Силы сторон

### Греческий флот

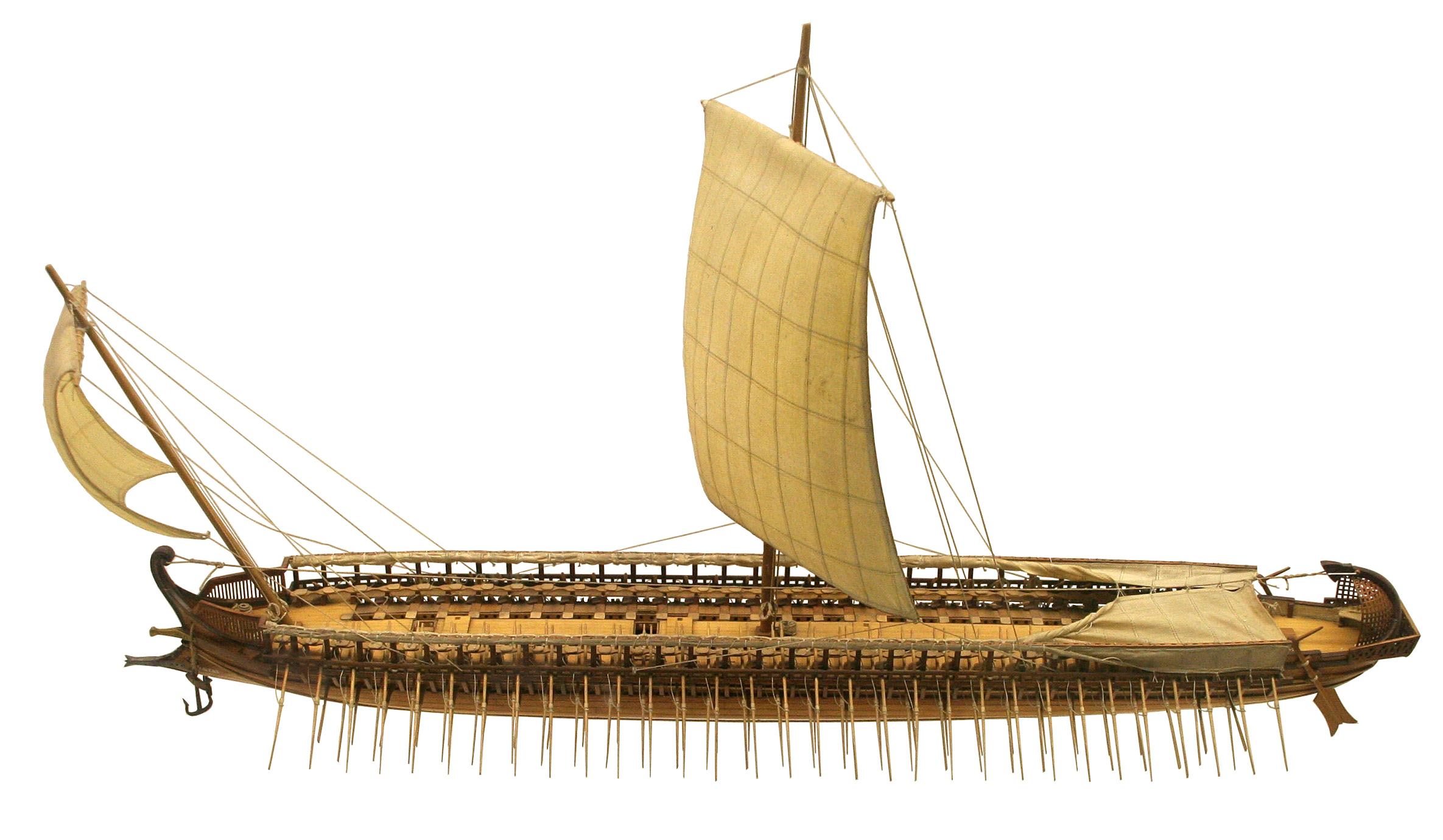
Деревянная модель греческой триремы

Общее число кораблей союзного греческого флота в разных античных источниках существенно отличается. Наименьшее число приводит живший более чем через 100 лет после описываемых событий ученик Платона Гиперид — 220 трирем. Наибольшее же количество в 700 кораблей (из них 110 афинских) встречается в «Персидской истории» древнегреческого историка Ктесия, который длительное время жил в государстве Ахеменидов и использовал персидские архивные документы.
Участвовавший в бою Эсхил в трагедии «Персы» пишет о 310 кораблях. В «Истории» Геродота приводится детальное описание состава эллинского флота. Среди них были как корабли городов, которые изначально вступили в войну с персами, так и триремы, отправленные с подконтрольных персам островов на помощь Ксерксу, но перешедшие на сторону греков. В это число не входит корабль или корабли, с которыми Аристид прибыл к грекам за день до битвы.
| Полис       | Количество кораблей | Источник      |
| ----------- | ------------------- | ------------- |
| Афиняне     | 180                 | [ 62 ]        |
| Коринфяне   | 40                  | [ 63 ] [ 64 ] |
| Эгинцы      | 30                  | [ 9 ]         |
| Мегарцы     | 20                  | [ 64 ] [ 65 ] |
| Халкидяне   | 20                  | [ 9 ]         |
| Спартанцы   | 16                  | [ 63 ]        |
| Сикионцы    | 15                  | [ 63 ]        |
| Эпидаврийцы | 10                  | [ 63 ]        |
| Эретрийцы   | 7                   | [ 9 ]         |
| Ампракиоты  | 7                   | [ 65 ]        |
| Кеосцы      | 4                   | [ 9 ] [ 64 ]  |
| Наксосцы    | 4                   | [ 9 ]         |
| Гермионяне  | 3                   | [ 63 ]        |
| Левкадцы    | 3                   | [ 65 ]        |
| Стирейцы    | 2                   | [ 9 ] [ 64 ]  |
| Кифнии      | 2                   | [ 9 ]         |
| Мелосцы     | 2                   | [ 9 ] [ 64 ]  |
| Серифии     | 1                   | [ 9 ] [ 64 ]  |
| Сифнии      | 1                   | [ 66 ]        |
| Кротонцы    | 1                   | [ 67 ]        |
| Всего       | 373                 |               |

### Флот Ксеркса
Данные о количестве кораблей во флоте Ксеркса, которые принимали участие в битве при Саламине, также разнятся. Геродот пишет о том, что в самом начале похода флот империи Ахеменидов состоял из 1207 триер (схожее число «более 12 сотен кораблей» приводит Диодор Сицилийский). По пути часть кораблей погибла во время бури около Магнесии, 200 — на восточном побережье Эвбеи; также во время битвы при Артемисии греки захватили не менее 30 кораблей.
Ктесий пишет о флоте в более чем 1000 кораблей, а участвовавший в сражении Эсхил — о 1207, из которых 207 были «особой быстроходности». Современные исследователи оценивают флот Ксеркса, который принимал участие в морском сражении, в 500—800 кораблей. Вне зависимости от действительного числа, персы обладали численным преимуществом.

### Сравнительная характеристика греческого и персидского флотов
Персы обладали достаточным количеством кораблей, чтобы одновременно блокировать проливы Саламина и высадить сухопутный десант на Пелопоннесе. Однако они готовились к решающему сражению, которое, по их мнению, должно было привести к полному уничтожению греческого флота.
Флот Ксеркса не только обладал численным преимуществом, но и состоял из более опытных моряков. В состав персидского флота были включены корабли финикийцев — наиболее опытных моряков древнего мира. В отличие от финикийских, корабли афинян были построены относительно недавно. Постройка большей части флота происходила в промежуток между 490 и 480 гг. до н. э. Соответственно, экипажи греческих судов не имели соответствующего опыта и подготовки. Морские сражения того времени включали в себя повреждение вражеского судна тараном, расположенным на носу судна. Повреждение незащищённого бока судна требовало от капитана и гребцов соответствующих навыков.
Геродот указывает на то, что корабли греков при Саламине были тяжелее и, соответственно, менее манёвренными по сравнению с вражескими. Современные исследователи объясняют это несколькими факторами: нахождением на триреме как минимум 20 тяжеловооружённых гоплитов (не менее 2 тонн), а также различиями в конструкции. Меньшая манёвренность греческого флота была бы выгодной для персов в открытом море. В условиях же узких проливов больший вес трирем эллинов делал их как более устойчивыми, так и менее восприимчивыми к тарану.
Современные историки соглашаются с аргументами, которые перед битвой высказывал Фемистокл. В открытом море персы имели неоспоримое преимущество, как по количеству судов, так и по подготовке экипажа к боевым действиям. Для греков единственной возможностью решительной морской победы было сражение в узком пространстве, где численный перевес врага нивелировался. Входя в проливы между материком и Саламином, персы сами себя лишали преимуществ. Для них начало битвы при Саламине стало решающей стратегической ошибкой, которая определила дальнейший ход войны.

## Битва

Карта окрестностей античных Афин

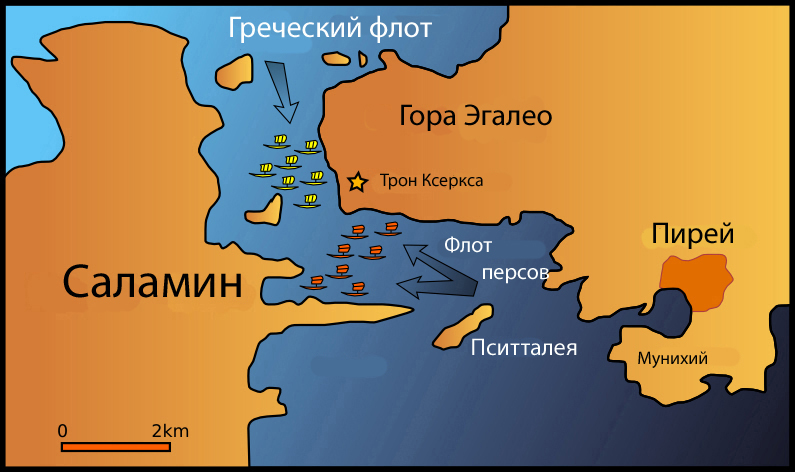
Карта битвы

В античных источниках битва при Саламине описана недостаточно подробно. Это объясняется тем, что никто из её участников (за исключением Ксеркса, который наблюдал за сражением с трона на горе Эгалео) не смог бы, из-за общей неразберихи, воспроизвести детальный ход событий.

### Диспозиция сторон
Согласно Геродоту во флоте союзников афиняне заняли левый фланг, спартанцы правый (Диодор отводит правый фланг мегарцам и эгинцам), остальные эллинские корабли разместились в центре. Учитывая узость проливов, союзные корабли должны были располагаться как минимум в две линии. Персы блокировали выход из проливов за день до предстоящей битвы. Геродот пишет о том, что уже к полуночи пролив между Мунихией и островом Пситталея был заполнен кораблями варваров. Возможно, персы ввели свои корабли в залив ещё ночью, дожидаясь рассвета для начала сражения. Персидский флот, согласно Эсхилу, расположился в три линии. Напротив афинян были выстроены корабли финикийцев, а напротив спартанцев — ионян.

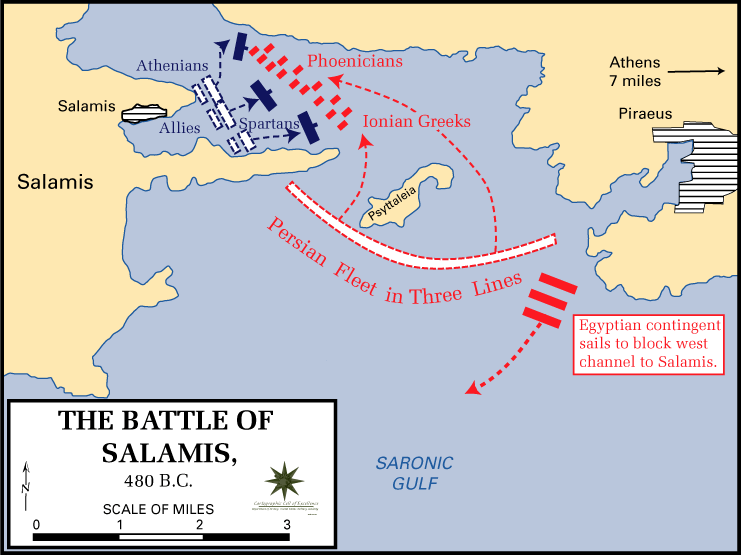
Альтернативная реконструкция битвы. На карте указан манёвр египетских кораблей, который упоминается у Диодора и не описан у Геродота. Положение греческого флота делает невозможным его притворное отступление, отмеченное у Геродота и Плутарха

Диодор пишет о том, что перед сражением Ксеркс направил египетский флот для того, чтобы блокировать противоположный пролив между островом Саламин и материком. Данный манёвр со стороны персов выглядит логичным как при желании навязать грекам решающий бой и уничтожить весь союзный флот, так и при желании заблокировать эллинов в проливах. Следует отметить, впрочем, что Геродот в описании битвы и предшествующих ей событий не упоминает о египтянах.
Кроме того, на остров Пситталея было высажено 400 персидских воинов, разбитых ночью отрядом Аристида.
И тут уж друг на друга корабли пошли.

Сначала удавалось персам сдерживать

Напор. Когда же в узком месте множество

Судов скопилось, никому никто помочь

Не мог, и клювы направляли медные

Свои в своих же, вёсла и гребцов круша.

А греки кораблями, как задумали,

Нас окружили. Моря видно не было

Из-за обломков, из-за опрокинутых

Судов и бездыханных тел, и трупами

Покрыты были отмели и берег сплошь.

Найти спасенье в бегстве беспорядочном

Весь уцелевший варварский пытался флот.

Но греки персов, словно рыбаки тунцов,

Кто чем попало, досками, обломками

Судов и весел били. Крики ужаса

И вопли оглашали даль солёную,

Покуда око ночи не сокрыло нас.

### Сражение
Утром 28 сентября 480 г. до н. э. персидский флот начал наступление. После краткой речи Фемистокла корабли вышли в море.
В трагедии «Персы» участник сражения Эсхил передаёт пеан (гимн), с которым греки вступили в сражение:
Вперёд, сыны Эллады!
Спасайте родину, спасайте жён,
Детей своих, богов отцовских храмы,
Гробницы предков: бой теперь идёт за всё
После того как персидский флот вошёл в узкие проливы, его строй нарушился. Эллины начали притворно отступать, после чего повернули и атаковали ещё более нарушенный строй врага. Дальнейший ход битвы передан весьма схематично. Об общей неразберихе свидетельствует как участник сражения Эсхил в трагедии «Персы», так и Геродот. В частности, он приводит следующий эпизод с кораблём царицы Артемисии. Когда она очутилась в безвыходном положении между несколькими эллинскими судами, то решилась на экстраординарный шаг. Она приказала капитану атаковать союзный персам корабль. Начальник аттической триеры, как пишет Геродот, либо принял корабль Артемисии за эллинский, либо решил, что её корабль покинул варваров и перешёл на сторону эллинов, и прекратил преследование.
В то время как союзные корабли уничтожали персов и обращали их в бегство, эгинцы заняли место выхода в Саронический залив и уничтожали бегущих. Персы потерпели сокрушительное поражение. В ходе битвы погиб брат Ксеркса Ариабигн. О величине потерь свидетельствует то, что на следующий после сражения год персы, согласно Геродоту, обладали уже не 1200, а 300 кораблями. Согласно труду немецкого адмирала Альфреда Штенцеля «История войн на море» потери персов составили около 200 кораблей, а греков — 40.

### После сражения
Согласно Геродоту, Ксеркс испугался, что греческие корабли поплывут к Геллеспонту и преградят ему путь обратно. Согласно Плутарху, после сражения между греческими военачальниками состоялся совет. Фемистокл предложил разрушить мосты в Геллеспонте, чтобы «захватить Азию в Европе». Аристид оппонировал ему:

Теперь мы воевали с варваром, преданным неге; а если мы запрём его в Элладе и человека, имеющего под своей властью такие силы, страхом доведём до последней крайности, то уж он не будет больше сидеть под золотым балдахином и спокойно смотреть на сражение, а пойдёт на всё, сам, пред лицом опасности, станет участвовать во всех действиях, исправит упущения и примет лучшие меры для спасения всего в целом. Поэтому, Фемистокл, — прибавил он, — не следует нам разрушать существующий мост, а если можно, построить ещё второй и поскорее выбросить этого молодца из Европы.

Фемистокл согласился с Аристидом и для того, чтобы поскорее изгнать Ксеркса из Греции, предпринял очередную хитрость. Он отправил к царю лазутчика с сообщением о том, что греки хотят разрушить мосты. Испуганный Ксеркс стал поспешно отступать. Для вида он велел было начать строить понтонный мост к Саламину, который греки практически сразу и без труда разрушили. Кроме соображения страха быть отрезанным от Азии, современные историки указывают ещё на один мотив, требовавший немедленного отбытия царя к себе на родину. Весть о крупном поражении персидского флота могла легко вызвать волнения внутри персидского государства. В условиях отсутствия царя это могло стать причиной крупных восстаний народов, покорённых империей Ахеменидов.

## Значение битвы для дальнейшего хода греко-персидских войн

Карта походов в Грецию армии Ксеркса

Битва при Саламине стала переломным событием греко-персидских войн. С бегством Ксеркса и части персидского войска с территории Греции была предотвращена непосредственная угроза завоевания Эллады. Был нанесён удар по престижу и моральному состоянию войска империи Ахеменидов (не говоря уже о материальных потерях). Однако даже после этой победы оставалась угроза завоевания греков. Один из главных военачальников Ксеркса Мардоний убедил царя оставить часть сухопутной армии. Он указывал на то, что никто из греков, которые считают себя победителями, не рискнёт сойти с кораблей на берег из-за страха перед персами. Также полководец говорил о том, что персы сильны не морскими силами, а сухопутными. Мардония поддержала царица Артемисия.
После последующих побед в битвах при Платеях и Микале греки смогли перейти к полномасштабным наступательным военным действиям. Разгром персидского флота позволил им начать освобождение населённых эллинами островов Эгейского моря и полисов на западном побережье Малой Азии. Созданный Фемистоклом мощный флот позволил Афинам сформировать Делосский союз, доминирующее положение в котором определило их возрастающее влияние и богатство вплоть до начала Пелопоннесской войны в 431 г. до н. э.
В тот же год (а по Геродоту и в тот же день), что и битва при Саламине, произошло сражение при Гимере между западными греческими колониями Сиракузами и Агригентом с одной стороны и карфагенянами с другой. Оно предотвратило завоевание Карфагеном Сицилии с расположенными на ней полисами эллинов.

## Битва при Саламине в искусстве
На гребни саламинских скал 

Владыка сумрачно глядел, 

И корабли свои считал, 

И войску строиться велел; 

Но солнце село, день угас, — 

И славы Ксеркса пробил час!

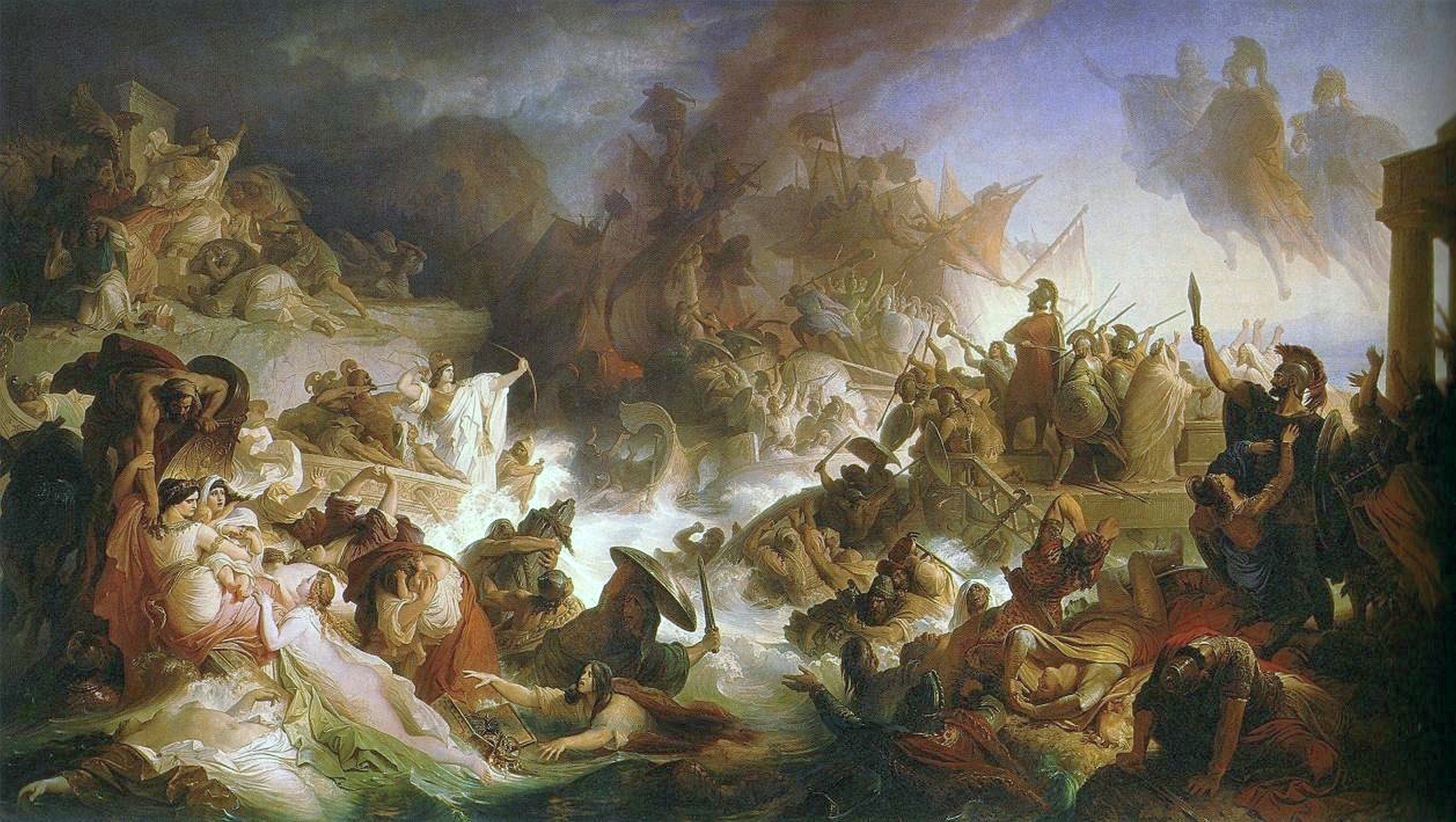
Картина Каульбаха «Битва при Саламине»

Битва при Саламине описывается в трагедии Фриниха «Финикиянки» и в трагедии Эсхила «Персы» (Эсхил участвовал в сражении).
Известный немецкий художник Вильгельм фон Каульбах в 1868 году написал картину «Битва при Саламине».
Битве при Саламине и древнегреческому полководцу Фемистоклу посвящены несколько исторических романов, в частности «Герой Саламина» Л. Воронковой и «Фемистокл» В. Поротникова.
Битва при Саламине показана, хотя и в искажённом виде, в финале художественного фильма «300 спартанцев: Расцвет империи».

## Античные источники
- Корнелий Непот «Фемистокл»
- Плутарх «Фемистокл и Камилл»
- Геродот «История»
- Диодор Сицилийский. Персидская история Архивировано 28 января 2012 года.
- Ктесий. Персидская история Архивировано 17 февраля 2012 года.
- [www.lib.ru/POEEAST/ESHIL/eshil_persi.txt Эсхил. Персы]